# Marcel Bonnaud
Pour les articles homonymes, voir Bonnaud (homonymie).
Marcel Bonnaud est un comédien et metteur en scène français né le 13 mai 1935 à Crépy-en-Valois et décédé le 5 avril 2010 à Limoges.

## Biographie
C'est à 19 ans, le bac de philosophie en poche qu'il monte pour la première fois sur une scène de théâtre. Quelques années plus tard, il se lance dans la mise en scène.
Il est, depuis 2005, le porte-parole de l'invité permanent des Estivales du Chalard,  la Dame blanche, le Petit prince et endosse le costume de conteur et de comédien pour les contes musicaux du programme : Pierre et le Loup, le Carnaval des animaux  et l'Histoire de Babar.
Devenu maire du Chalard en 2001, réélu en 2008, il le demeure jusqu'à son décès en 2010.

### Carrière
- Directeur du Centre d'action culturelle de Mâcon.
- Directeur depuis vingt-quatre ans au Centre Georges Pompidou en particulier comme directeur des manifestations et des spectacles et commissaire de nombreuses expositions[6] :
  - Le Tricentenaire de la mort de Molière en 1973, au musée des Arts Décoratifs à Paris.
  - Vauban réformateur, en 1982, au musée des monuments français.
  - Ainsi que des rétrospectives Jean Messagier et Mario Prassinos au Grand Palais.